# Казанское наместничество
Каза́нское наме́стничество — административно-территориальная единица в Российской империи, существовавшая в 1781—1796 годах. Административный центр — Казань.
28 сентября 1781 года последовал указ об учреждении Казанского наместничества, состоявшего из 13 уездов: Арский, Казанский, Козьмодемьянский, Лаишевский, Мамадышский, Свияжский, Спасский, Тетюшский, Царёвококшайский, Цивильский, Чебоксарский, Чистопольский, Ядринский. Открытие Казанского наместничества началось 15 декабря 1781 года. 22 декабря состоялось закрытие старых учреждений. С 29 декабря 1781 г. по 13 января 1782 г. проходило открытие уездов Казанского наместничества.
31 декабря 1796 года в ходе реформы Павла I преобразовано в Казанскую губернию.

## Руководство

### Генерал-губернаторы
| Ф. И. О.                              | Титул, чин, звание     | Время замещения должности | Примечания |
| ------------------------------------- | ---------------------- | ------------------------- | --- |
| Мещерский Платон Степанович           | князь, генерал-поручик | 1781—1793                 | С 1780 по 1781 год управлял ещё и Симбирским наместничеством, в 1782—1783 годах — Пензенским, в 1785—1792 годах — Вятским наместничеством. |
| Голенищев-Кутузов Михаил Илларионович | генерал-поручик        | 1793—1796                 | В 1793—1796 годах — ещё и Вятским наместничеством.                                                                                         |

### Правители наместничества
| Ф. И. О.                  | Титул, чин, звание     | Время замещения должности |
| ------------------------- | ---------------------- | ------------------------- |
| Бибиков Илья Богданович   | генерал-майор          | 1781—1783                 |
| Татищев Иван Андреевич    | генерал-майор          | 1783—1789                 |
| Баратаев Семён Михайлович | князь, тайный советник | 1789—06.12.1797           |

### Вице-губернаторы
| Ф. И. О.                 | Титул, чин, звание                                   | Время замещения должности |
| ------------------------ | ---------------------------------------------------- | ------------------------- |
| Васильев Фёдор Иванович  | статский советник                                    | 1784—1789                 |
| Лаптев Николай Симонович | статский советник (действительный статский советник) | 1789—06.01.1797           |

## Карты

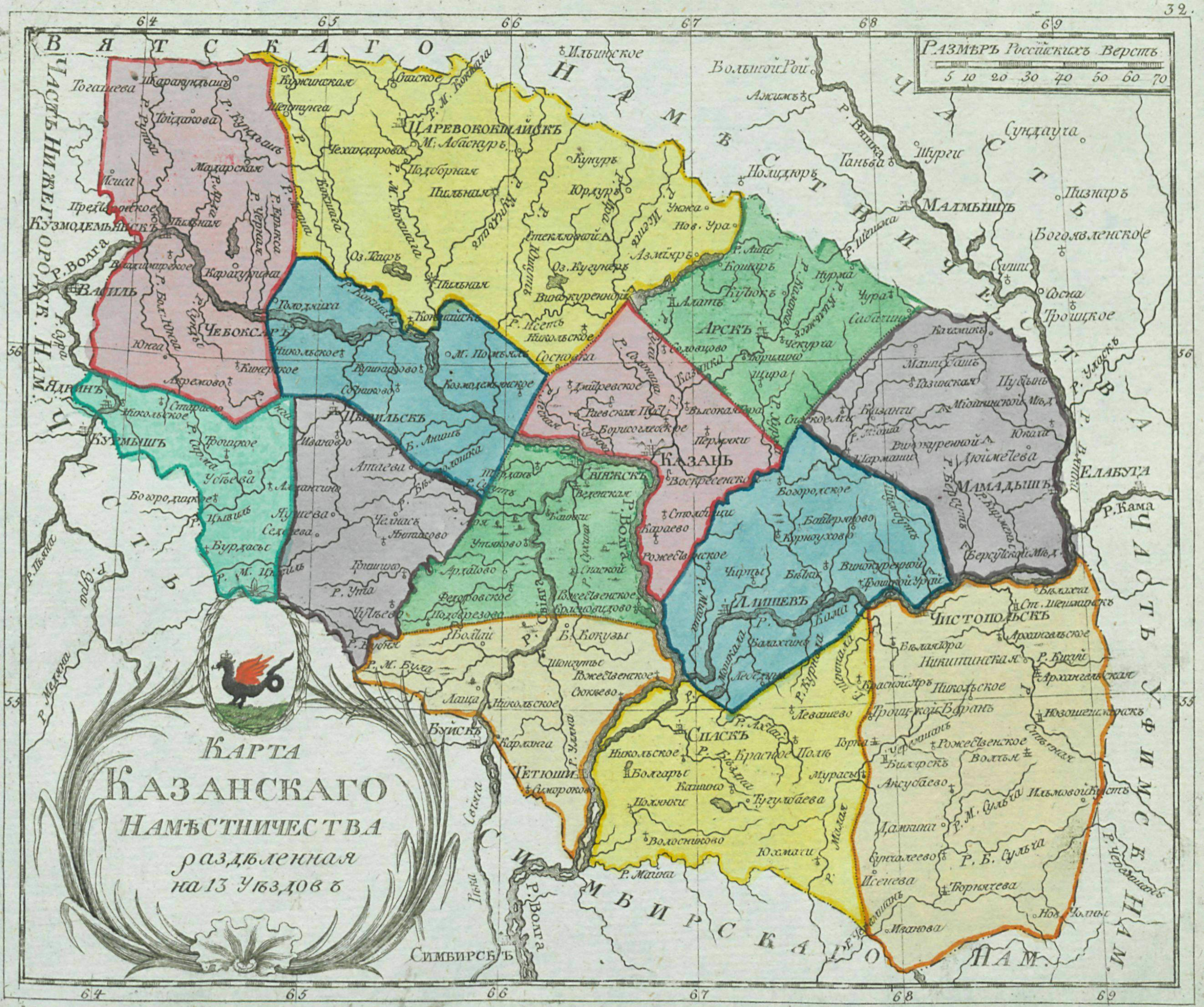
Атлас Российской империи 1792
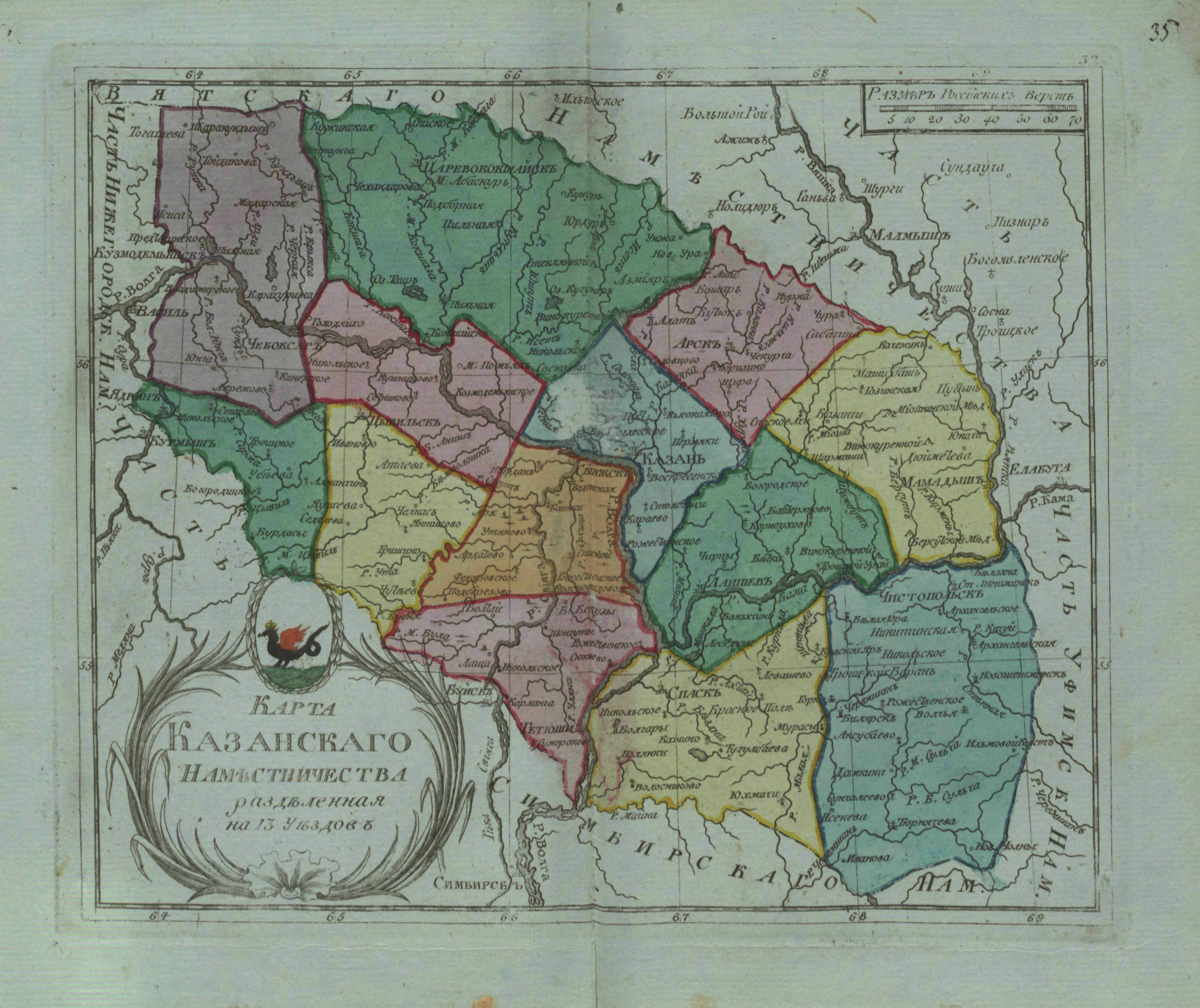
Атлас Российской империи 1796